# 深専寺
玉光山深専寺（じんせんじ）は和歌山県有田郡湯浅町湯浅にある西山浄土宗の仏教寺院。開基（創立者）は明秀上人と伝える。本堂大棟には1m80cmの鯱像がある。

## 歴史
奈良時代には行基の開祖による海雲院という寺院として創建されたとされる。平安時代末期に盛んになった熊野三山への信仰により、熊野街道の通る湯浅が交通の要害として発展していた。南北朝時代、1462年（寛正3年）または1431年（永享3年）頃に、荒廃していた海雲院を、赤松則村の曾孫である明秀上人が、浄土宗西山派の教えを持って「深専寺」と改称し再興した。再興年代については諸説あり、紀伊名所図会や紀伊続風土記には宝徳年間（1449年 – 1451年）とされている。
承応年間（1652年 – 1654年）の「湯浅の大火」によって深専寺は全焼し、寛文3年（1663年）より浄財公募による再建の際、紀州藩徳川頼宣より財政支援を受けた。
平成10年（1998年）、本堂が和歌山県指定有形文化財に指定された。

## 伽藍
- 本堂（和歌山県指定有形文化財） - 寛文3年（1663年）再建、「光雲殿」と呼ばれる
- 書院 - 文政7年（1824年）再建、「三宝院御殿」「聖護院御殿」と呼ばれる
- 弁財天社

## 県指定文化財
- 本堂 - 有形文化財
- 「大地震津なみ心え之記（大地震津波心得の記）」の石碑 - 有形文化財、安政南海地震（安政元年11月5日）での体験を記した訓戒の碑

## 所在地
- 和歌山県有田郡湯浅町湯浅785